# Folsomides angularis
Folsomides angularis is een springstaartensoort uit de familie van de Isotomidae. De wetenschappelijke naam van de soort werd voor het eerst geldig gepubliceerd in 1905 door Axelson als Isotoma angularis.